# Carbon Hill (Alabama)
Carbon Hill – miasto w Stanach Zjednoczonych, w stanie Alabama, w hrabstwie Walker. W roku 2023 miasto zamieszkiwało 1731 osób, a gęstość zaludnienia wynosiła 120,2 osoby/km².